# Francis George Scott
Pour les articles homonymes, voir Scott et Francis Scott.
Francis George Scott (né le 25 janvier 1880 à Hawick – mort le 6 novembre 1958 à Glasgow) est un compositeur écossais. Il a étudié la composition sous la férule de Jean Roger-Ducasse.
Durant sa vie il a écrit plus de 300 mélodies, mettant en musique des poèmes de Hugh MacDiarmid, William Dunbar, William Soutar et Robert Burns.

## À noter
Sa fille, Lillias, était l’épouse du compositeur Erik Chisholm.
Le compositeur britannique Ronald Stevenson a transcrit plusieurs de ses œuvres pour piano.